# 范马南星
范马南星（Van Maanen's star）是1917年由荷兰天文学家阿德里安·范·馬納恩发现的白矮星。范马南星是人类继波江座 40B和天狼星B之后发现的第三颗白矮星，也是第一颗不在多恒星系统中发现的白矮星。
范马南星距离地球14.1光年，是双鱼座中距离最近的恒星，也是在人类目前所知道范围内，离地球第三近的白矮星，仅次于天狼星B和南河三B。